# Idioti (album)
Idioti è il settimo album in studio del gruppo piemontese Uochi Toki, pubblicato nel marzo 2012 da La Tempesta Dischi.

## Tracce
1. Ecce Robot
2. Al Azif
3. Perifrastica
4. Umami
5. Tavolando il pattino con Antonio Falco
6. Sberloni
7. La prima posizione della nostra classifica
8. Venti centesimi di tappi per le orecchie
9. Tigre contro tigre
10. La recensione di questo disco
11. La lingua degli antichi

## Formazione
- Matteo "Napo" Palma - voce, testi
- Riccardo "Rico" Gamondi - basi